# Proba-2
Proba-2 ist ein Kleinsatellit der ESA zur Technologieerprobung, der entsprechend dem Konzept von Proba-1 (engl. Project for On-Board Autonomy für Projekt für Bordautonomie) autonom und kostengünstig operieren soll. Der Start des 130 kg schweren und 0,6 × 0,6 × 0,8 Meter großen boxförmigen Satelliten auf eine sonnensynchrone Umlaufbahn in 700 km Höhe erfolgte am 2. November 2009 zusammen mit dem SMOS-Satelliten an Bord einer Rockot-Rakete vom russischen Weltraumbahnhof Plessezk aus.
Die Mission verbindet Technologietests mit dem Betrieb als wissenschaftliche Sonnenbeobachtungsplattform. Proba-2 untersucht dabei die Sonnenstrahlung und das vom Sonnenwind erzeugte Plasma in der Magnetosphäre der Erde. Außen angebrachte Laserreflektoren ermöglichen die genaue Positionsbestimmung von der Erde aus. Die Kontrolle erfolgt durch ESEC in Redu, Belgien.
Proba-2 testet insgesamt 17 neue Technologien und vier wissenschaftliche Instrumente:
- Neue Lithium-Ionen-Batterien
- Verbesserte Datenerfassung und -verarbeitung mit einem Computer basierend auf dem ESA-Mikroprozessor LEON2-FT.
- Neue Softwaremodule für autonome Steuerung
- Leichte Strukturelemente auf Basis von Aluminium und CFK
- Verbesserte Lageregelung durch neue Reaktionsräder
- GPS-Empfänger
- Kleinere, robustere Sternsensoren, die bei BepiColombo eingesetzt werden sollen
- Verschiedene Magnetometer
- Ein Magnetotorquer
- Experimentelle Solarpaneele mit Sonnenflusskonzentrator
- mit Xenon betriebene Resistojets für die Bahnregelung.
- Ein Stickstoffgenerator, der den Druck für die Treibstofftanks aufbaut
- Eine Mikrokamera mit großem Gesichtsfeld für ExoMars und die potenzielle Asteroidenmission Marco Polo

Die vier wissenschaftlichen Instrumente:
- Das SWAP-Instrument (Sun Watcher using Active Pixel System Detector and Image Processing) untersucht die Sonnenkorona im Extremen Ultraviolett. Dabei wird die Strahlung der Korona bei ca. 1 Million Grad erfasst. Es ist eine Weiterentwicklung des EIT, das von SOHO benutzt wird.[5]
- Das LYRA-Instrument (Lyman alpha radiometer) verwendet sehr robuste Sensoren für UV-Strahlung in vier verschiedenen Bändern, darunter welche, die aus Diamant bestehen.
  - 115–125 nm (Lyman-alpha [121,6 nm])
  - 200–220 nm (Herzberg Kontinuum)
  - 17–31 nm (Aluminium, Helium II bei 30,4 nm)
  - 1–20 nm (Zirkonium)
- Dual Segmented Langmuir Probe (DSLP)
- Thermal Plasma Measurement Unit (TPMU)

Die Mission war ein großer Erfolg, sodass sie nachträglich in das Erdbeobachtungsprogramm der ESA aufgenommen wurde.